# Prorocopis mitotypa
Prorocopis mitotypa är en fjärilsart som beskrevs av Turner 1939. Prorocopis mitotypa ingår i släktet Prorocopis och familjen nattflyn. Inga underarter finns listade i Catalogue of Life.